# 레옹 코니에
레옹 코니에(프랑스어: Léon Cogniet, 1794년 8월 29일~1880년 11월 20일)는 프랑스의 역사화가이자 초상화가이다. 코니에는 약 100명 이상의 저명한 학생들을 가르친 교사로 가장 잘 알려져 있다.

## 생애

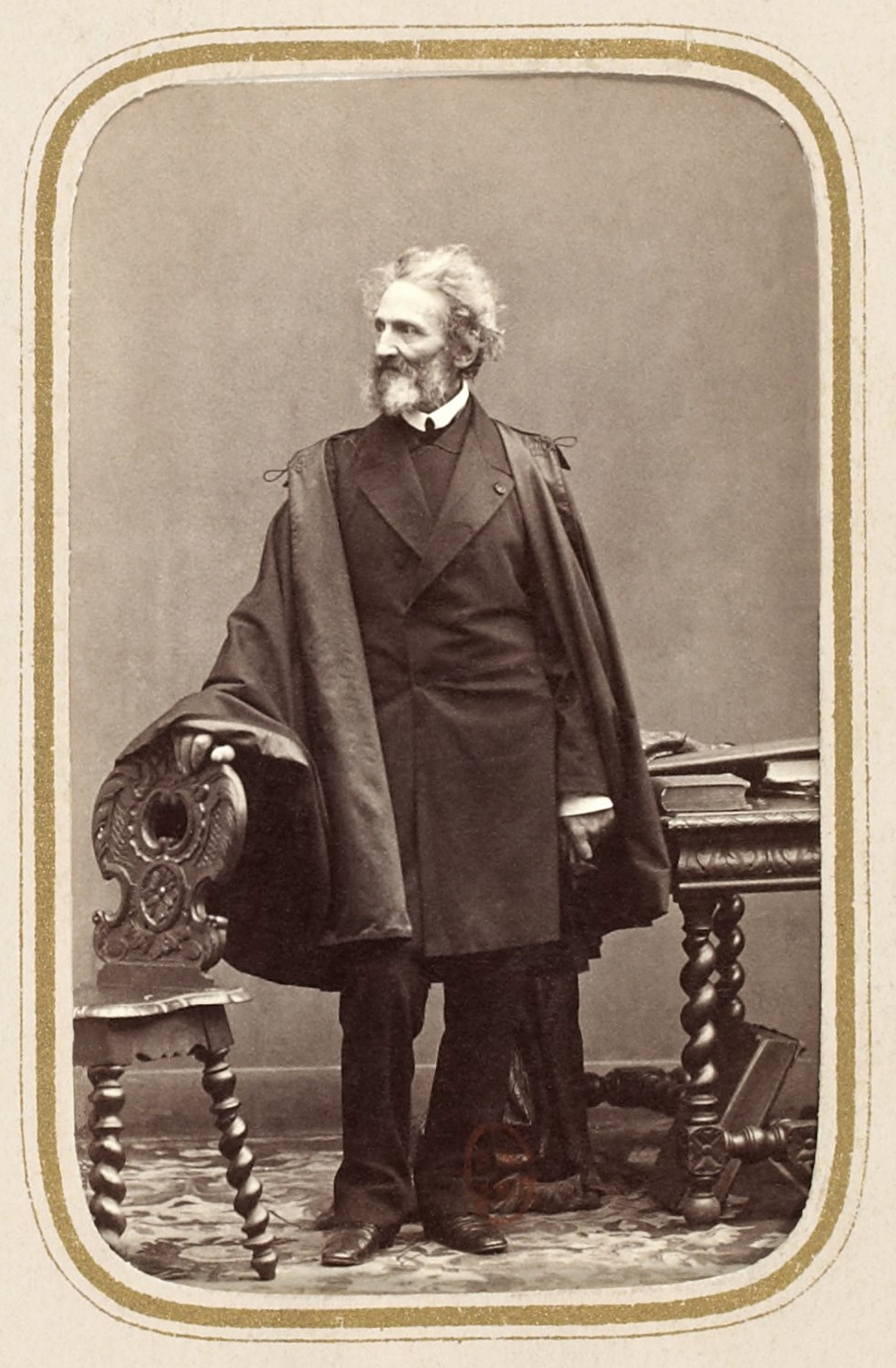
레옹 코니에, 1865년

코니에는 프랑스 파리에서 태어났으며 그의 아버지는 화가이자 벽지 디자이너였다. 1812년에 그는 에콜 데 보자르에 등록하여 피에르나르시스 게랭의 수업을 들었으며 화가 장빅토르 베르탱의 스튜디오에서 일했다. 1816년 로마대상 수상에 실패한 후, 그는 다음 해에 《카스토르와 폴리데우케스에 의해 구출된 헬레네》 작품으로 로마대상을 수상했고 1822년까지 로마의 프랑스 아카데미에서 공부할 수 있는 장학금을 받았다. 그는 아카데미로 떠나기 전, 파리 살롱에서 첫 번째 전시회를 열었다.

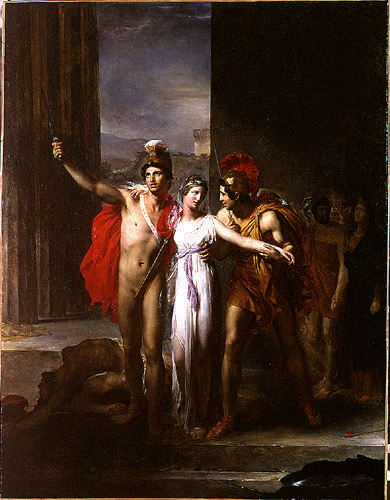
《카스토르와 폴리데우케스에 의해 구출된 헬레네》

1827년에 그는 생니콜라 데샹 교회에 스데파노의 삶을 주제로 한 일련의 벽화를 그렸으며 1833년부터 1835년까지 루브르 박물관의 천장에 나폴레옹의 이집트 원정 장면을 그렸다. 1840년부터 1860년 사이에 그는 여동생인 마리 아멜리와 그의 학생 중 한 명인 캐서린 캐롤라인 테브냉(Catherine Caroline Thévenin, 1813~1892)이 운영하는 여성을 위한 인기 있는 그림 그리기 워크숍을 운영했는데, 캐서린은 후에 그의 아내가 되었다. 1843년 이후에는 그는 거의 전적으로 교육에 전념하였고 가끔 초상화를 그렸다. 1855년 이후부터는 그림 그리는 것을 사실상 포기했다.
1831년 이후 그는 리세 루이르그랑에서 디자인을 가르쳤으며 1847년부터 1861년까지 에콜 폴리테크니크에서 학생들을 가르쳤다. 1851년에 그는 에콜 데 보자르의 교수로 임명되어 1863년 은퇴할 때까지 학생들을 가르쳤으며, 점차 개인 학생을 가르치는 것을 포기하고 더욱 은둔적인 삶을 살았다.
그러다 1880년 파리 10구에서 사람들에게 거의 잊혀진 채로 사망했으며 페르 라셰즈 묘지에 묻혀졌다.

## 작품

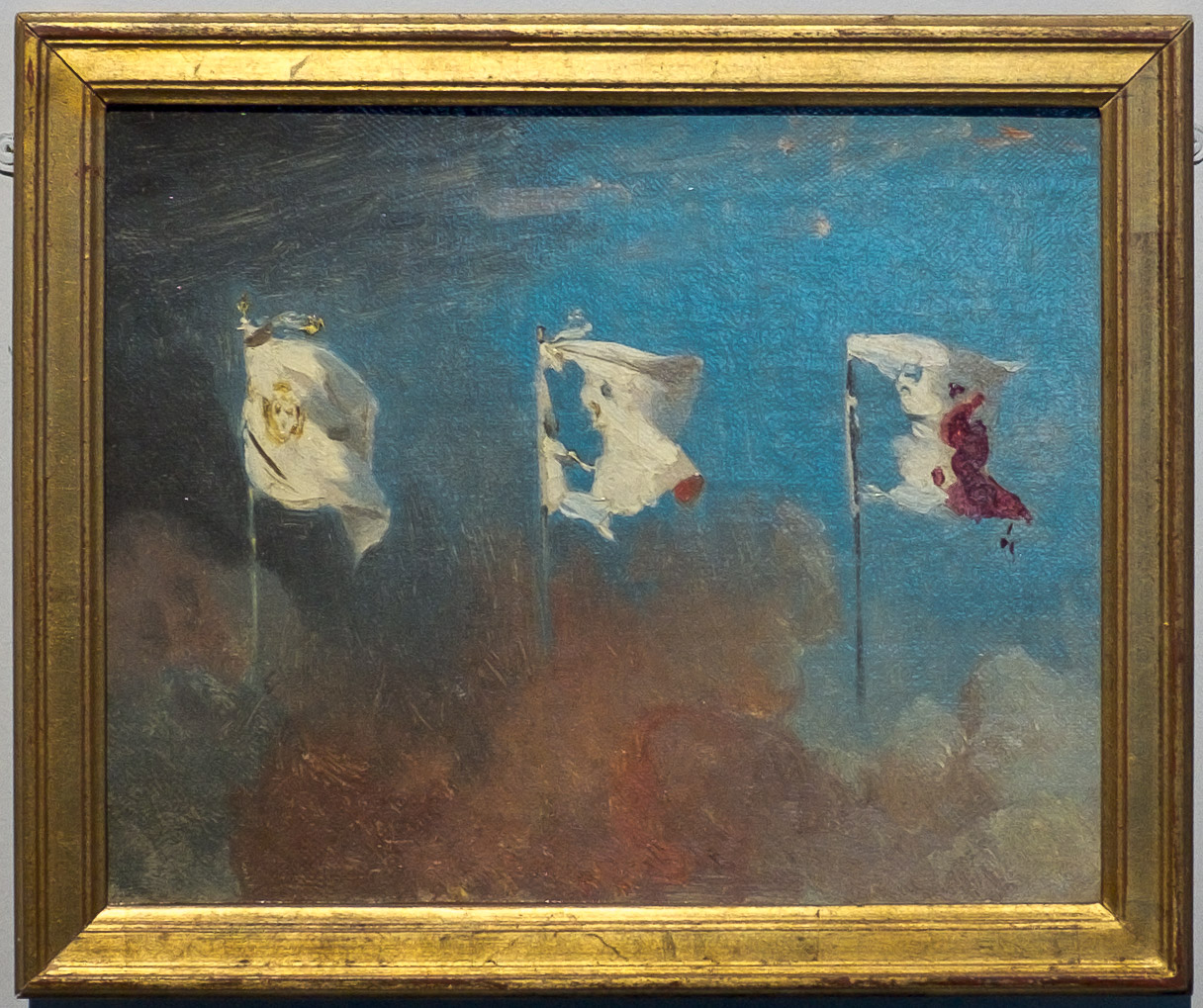
《깃발들》(Les Drapeaux), 1830년
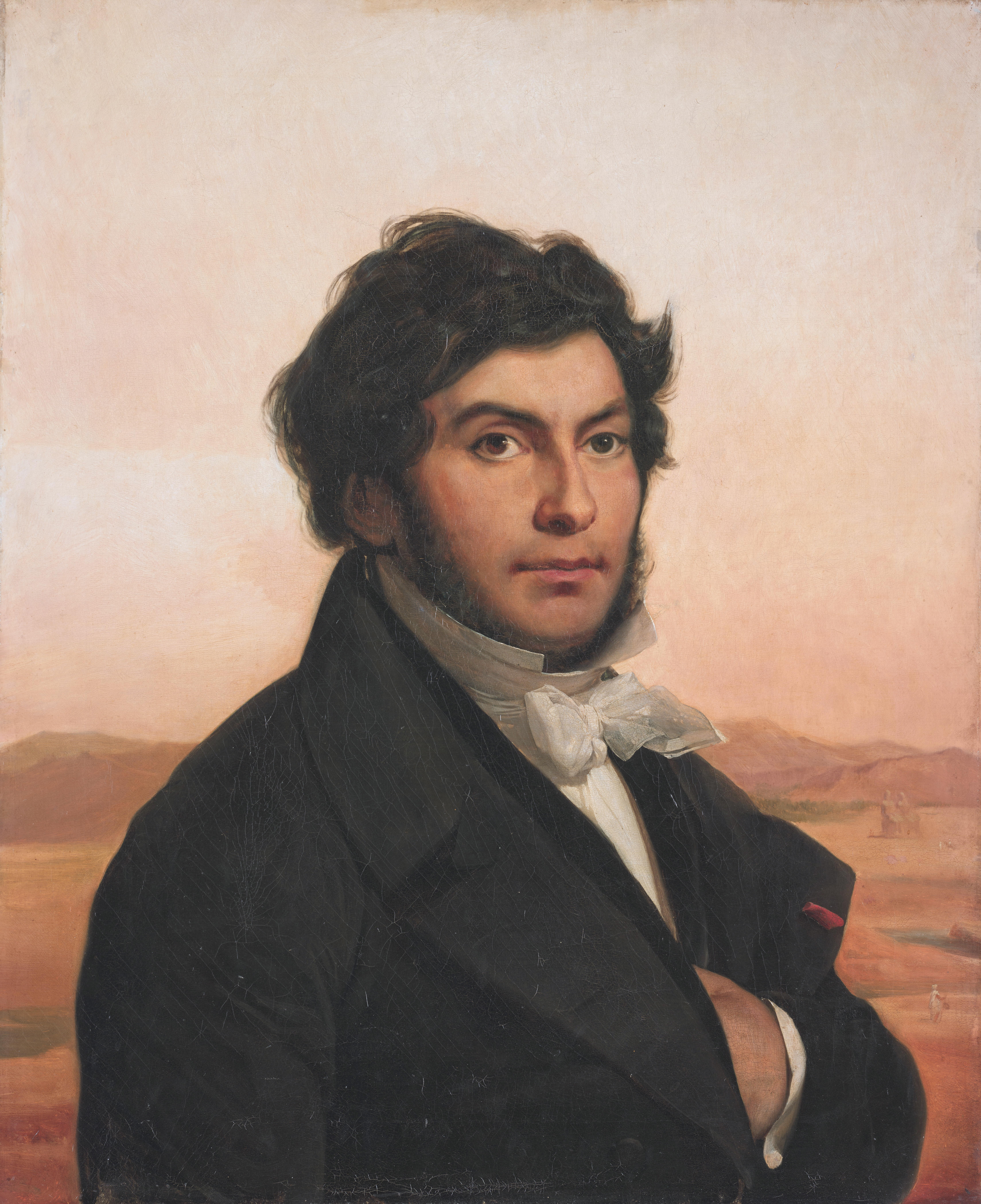
《장프랑수아 샹폴리옹의 초상화》, 1831년, 루브르 박물관
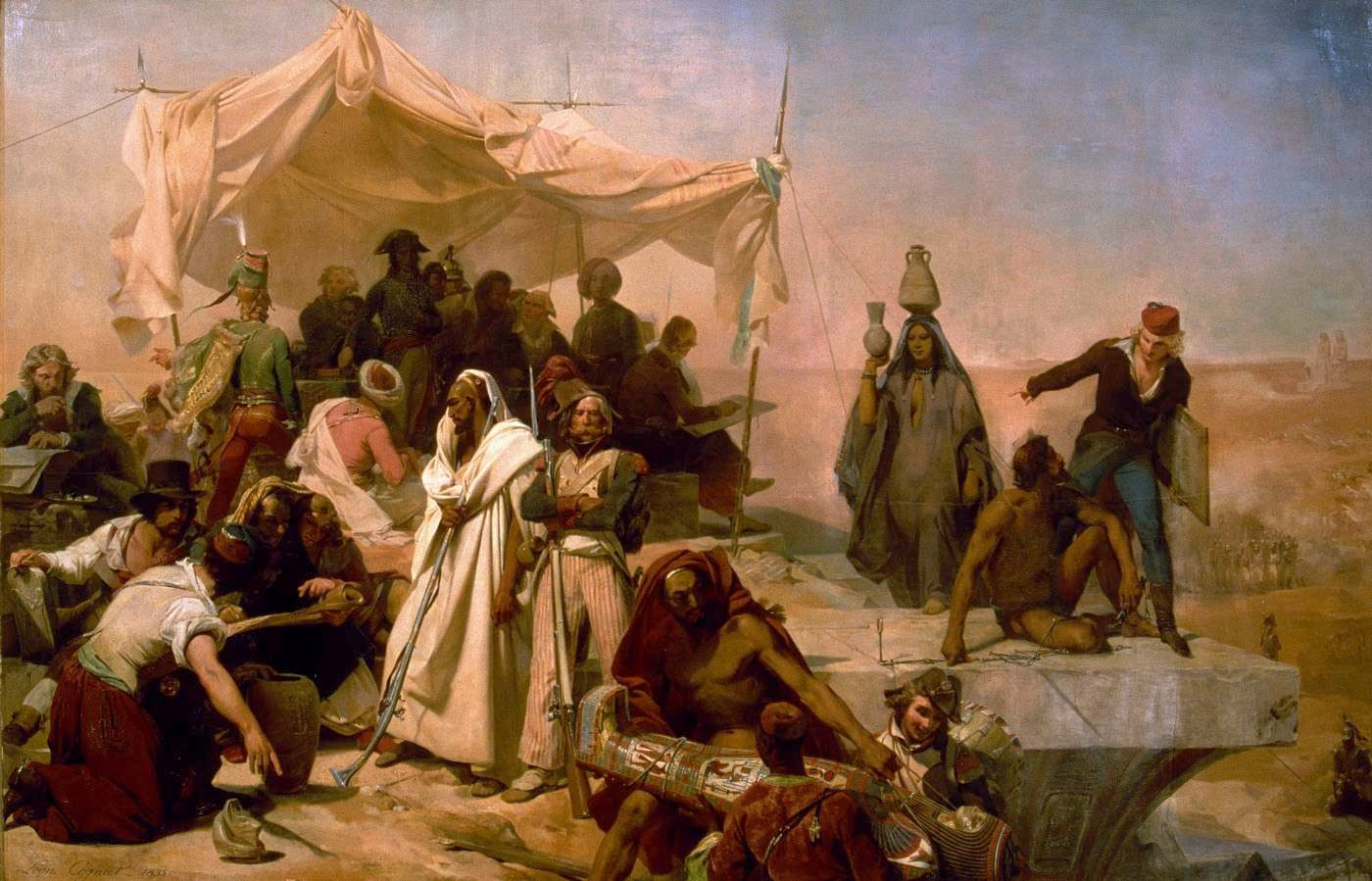
《보나파르트가 지휘하는 이집트 탐험대》, 1835년, 루브르 박물관 천장 벽화
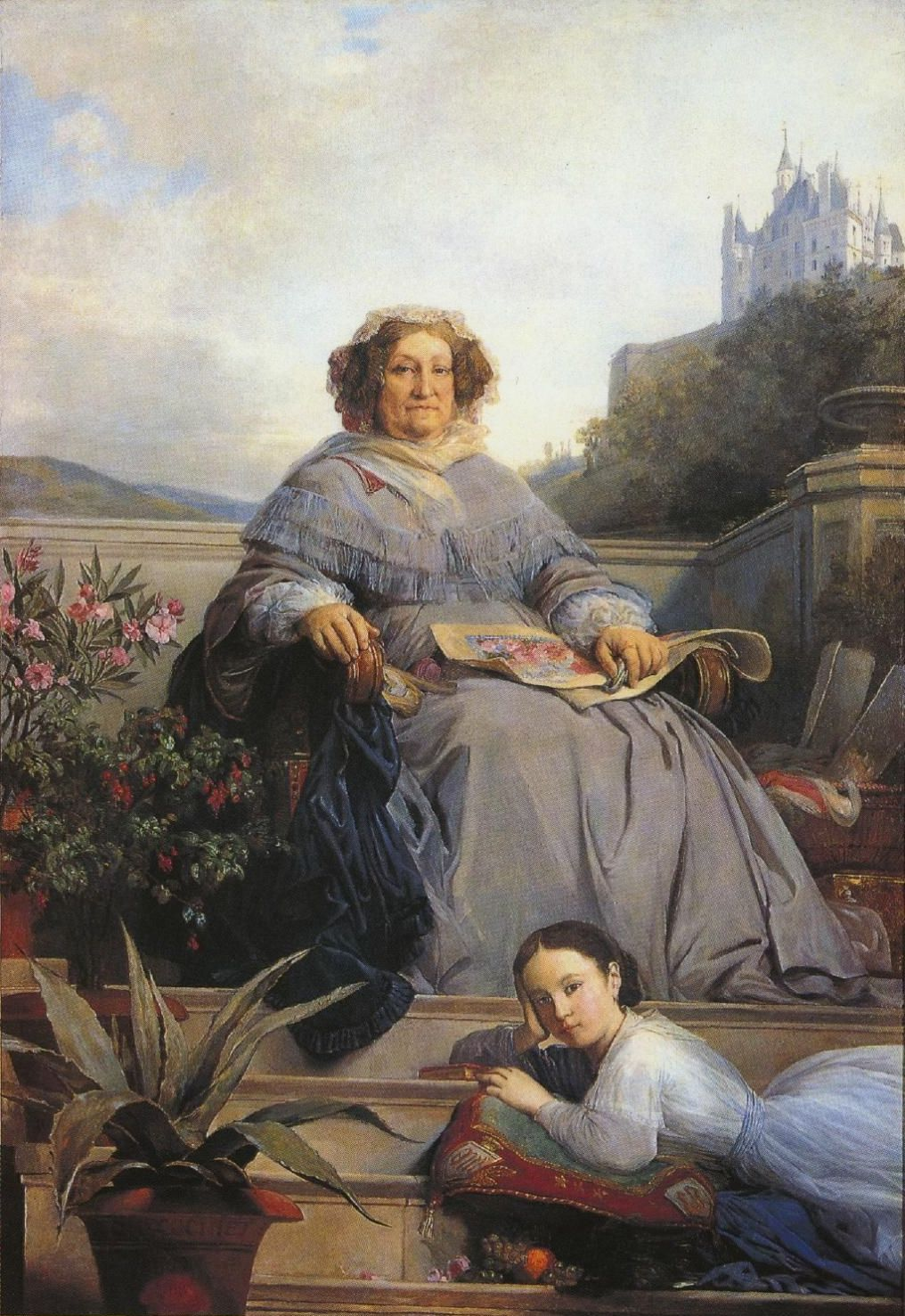
Madame Clicquot Ponsardin와 그녀의 증손녀의 초상화, 1860년~1862년